# Foz-Calanda (kommunhuvudort)
Foz-Calanda är en kommunhuvudort i Spanien.   Den ligger i provinsen Provincia de Teruel och regionen Aragonien, i den östra delen av landet, 290 km öster om huvudstaden Madrid. Foz-Calanda ligger 502 meter över havet och antalet invånare är 289.
Terrängen runt Foz-Calanda är kuperad söderut, men norrut är den platt. Runt Foz-Calanda är det ganska glesbefolkat, med 21 invånare per kvadratkilometer. Närmaste större samhälle är Alcañiz, 18,0 km nordost om Foz-Calanda. Trakten runt Foz-Calanda består till största delen av jordbruksmark.